# Osman Yanar
Osman Yanar (ur. 2 marca 1953) – turecki judoka. Olimpijczyk z Montrealu 1976, gdzie zajął dwunaste miejsce w wadze lekkiej.
Uczestnik mistrzostw świata w 1973. Uczestnik turniejów.

## Letnie Igrzyska Olimpijskie 1976
| Konkurencja | Eliminacje          | Eliminacje         | Klas. końcowa |
| Konkurencja | Przeciwnik I        | Przeciwnik II      | Miejsce       |
| ----------- | ------------------- | ------------------ | ------------- |
| 63 kg       | Pak Yong Un (PRK) Z | José Gomes (POR) P | 12.           |